# Koprivchtitsa (obchtina)
Koprivchtitsa (bulgare : Копривщица) est une obchtina de l'oblast de Sofia en Bulgarie.